# Corme-Royal
Pour les articles homonymes, voir Corme.
Ne doit pas être confondu avec Cormelles-le-Royal.
Corme-Royal est une commune du Sud-Ouest de la France, située dans le département de la Charente-Maritime (région Nouvelle-Aquitaine).
Ses habitants sont appelés les Cormillons et les Cormillonnes.
La commune  dispose de nombreux commerces de proximité ainsi qu'une école maternelle et primaire.

## Géographie

### Localisation et accès
La commune de Corme-Royal est située au centre du département de la Charente-Maritime. Appartenant au Midi atlantique, elle peut être rattachée à deux grands ensembles géographiques, le Grand Sud-Ouest français et le Grand Ouest français.

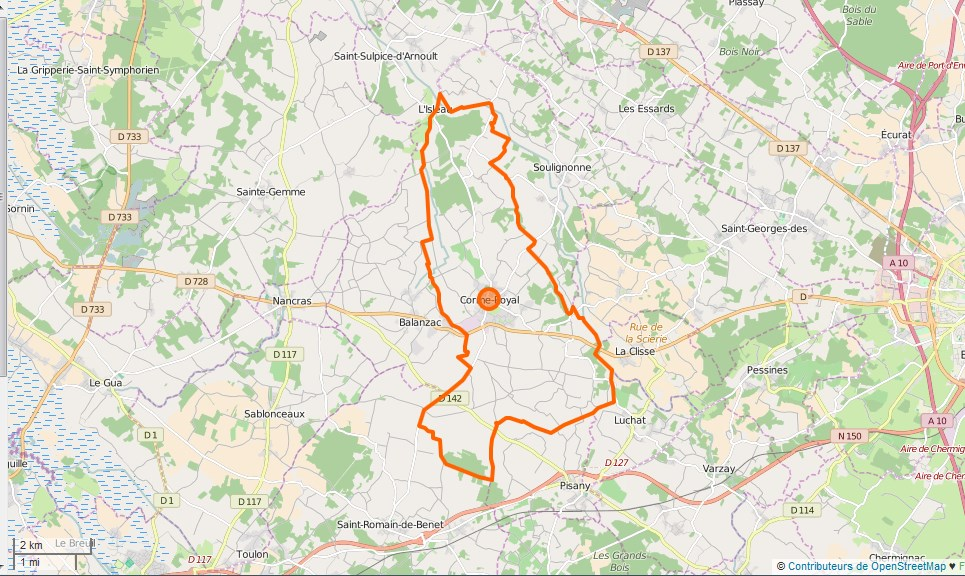
Limite communale.

### Communes limitrophes
|                       | Saint-Sulpice-d'Arnoult | Soulignonne       |
| Balanzac              | Corme-Royal             | Nieul-les-Saintes |
| Saint-Romain-de-Benet | Pisany                  | La Clisse, Luchat |

## Urbanisme

### Commerces et services de proximité
Corme-Royal possède de nombreux commerces de proximité ainsi que de nombreux services de proximité.

### Typologie
Au 1er janvier 2024, Corme-Royal est catégorisée bourg rural, selon la nouvelle grille communale de densité à 7 niveaux définie par l'Insee en 2022.
Elle est située hors unité urbaine. Par ailleurs la commune fait partie de l'aire d'attraction de Saintes, dont elle est une commune de la couronne,. Cette aire, qui regroupe 62 communes, est catégorisée dans les aires de 50 000 à moins de 200 000 habitants,.

### Occupation des sols
L'occupation des sols de la commune, telle qu'elle ressort de la base de données européenne d’occupation biophysique des sols Corine Land Cover (CLC), est marquée par l'importance des territoires agricoles (82,5 % en 2018), en diminution par rapport à 1990 (85,6 %). La répartition détaillée en 2018 est la suivante : 
terres arables (67,4 %), forêts (13,5 %), zones agricoles hétérogènes (11,1 %), zones urbanisées (4,1 %), prairies (2,1 %), cultures permanentes (1,9 %). L'évolution de l’occupation des sols de la commune et de ses infrastructures peut être observée sur les différentes représentations cartographiques du territoire : la carte de Cassini (XVIIIe siècle), la carte d'état-major (1820-1866) et les cartes ou photos aériennes de l'IGN pour la période actuelle (1950 à aujourd'hui).

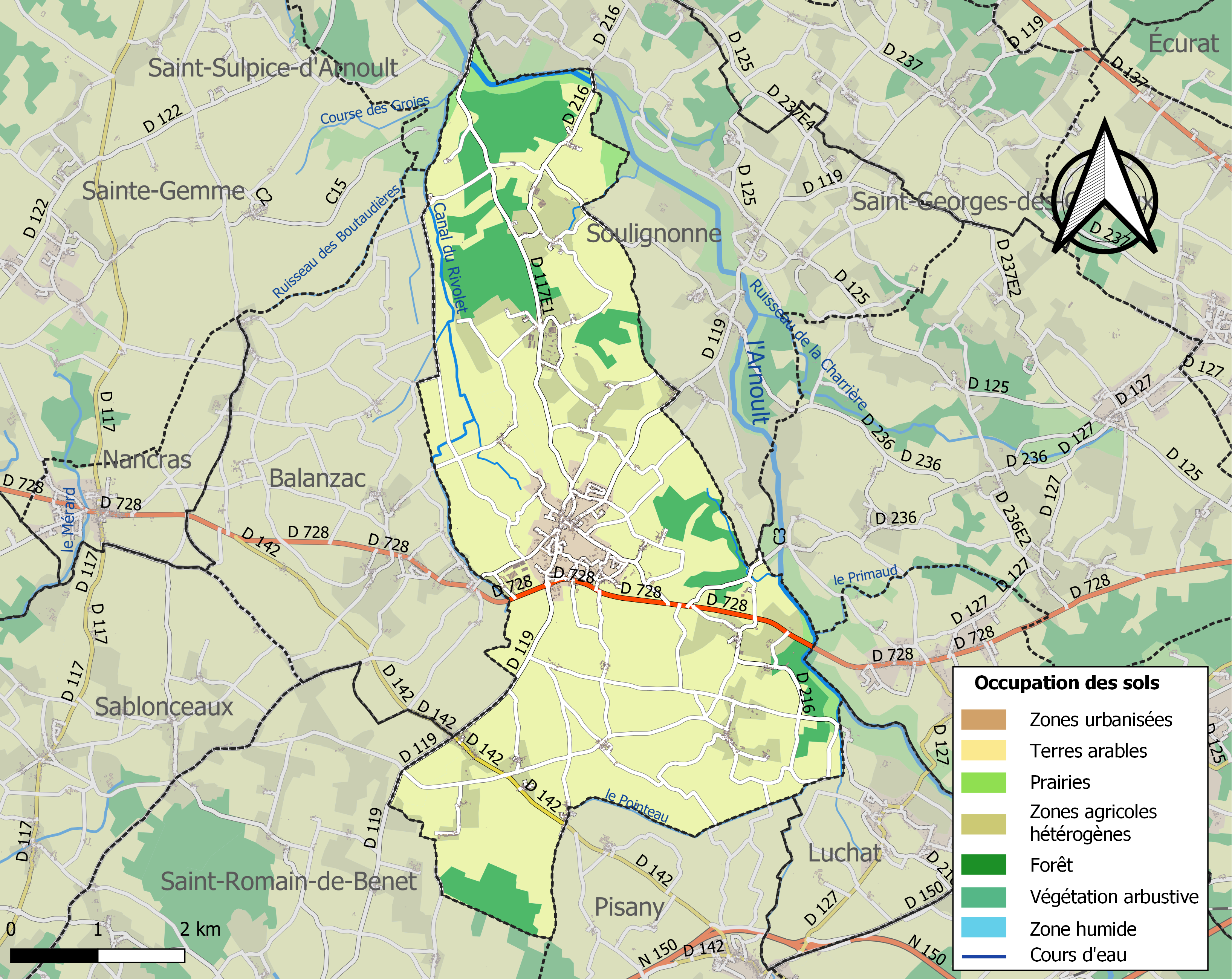
Carte des infrastructures et de l'occupation des sols de la commune en 2018 (CLC).

### Risques majeurs
Le territoire de la commune de Corme-Royal est vulnérable à différents aléas naturels : météorologiques (tempête, orage, neige, grand froid, canicule ou sécheresse), inondations, mouvements de terrains et séisme (sismicité faible). Il est également exposé à un risque technologique, le transport de matières dangereuses. Un site publié par le BRGM permet d'évaluer simplement et rapidement les risques d'un bien localisé soit par son adresse soit par le numéro de sa parcelle.

#### Risques naturels
Certaines parties du territoire communal sont susceptibles d’être affectées par le risque d’inondation par débordement de cours d'eau, notamment l'Arnoult. La commune a été reconnue en état de catastrophe naturelle au titre des dommages causés par les inondations et coulées de boue survenues en 1982, 1999 et 2010,.

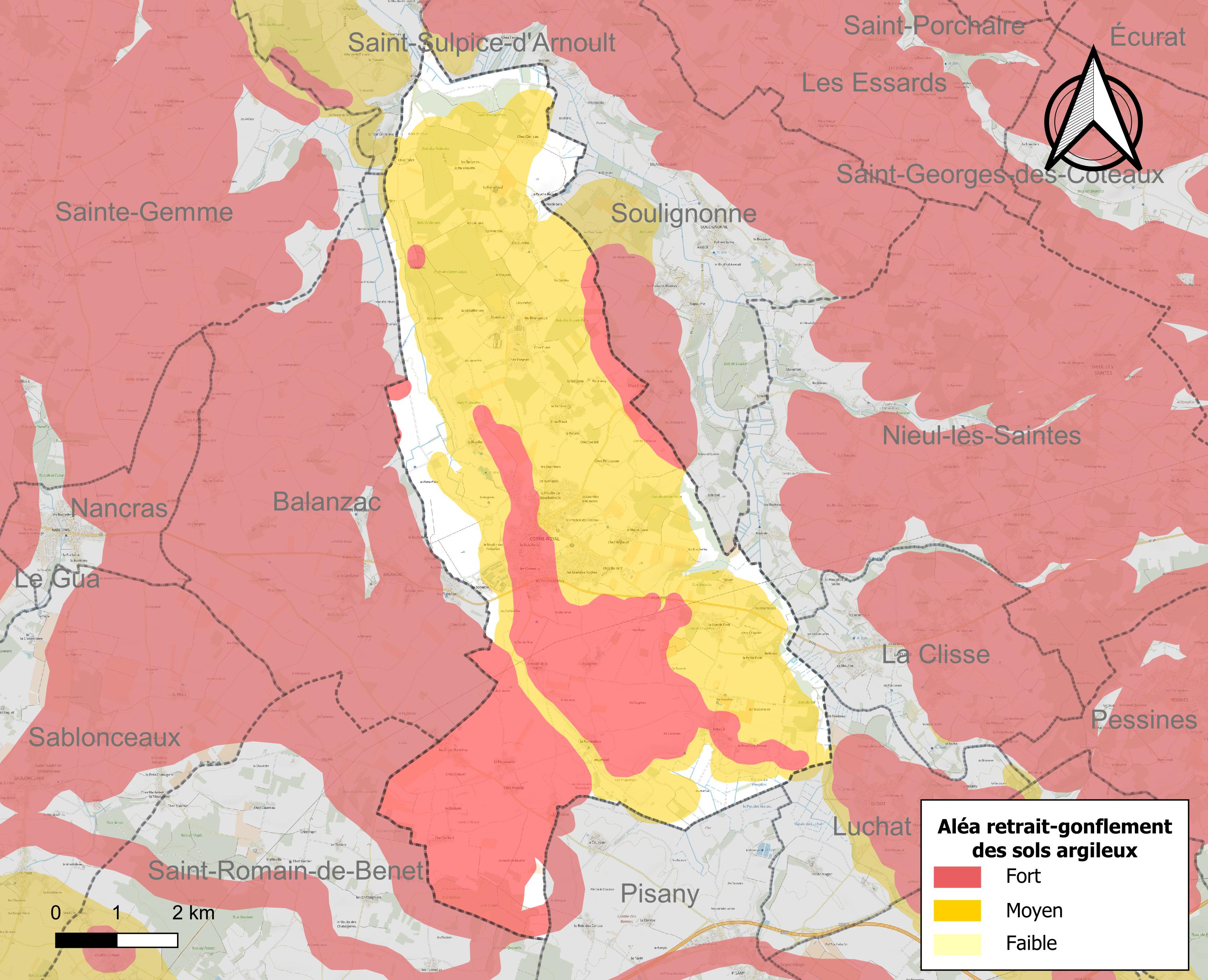
Carte des zones d'aléa retrait-gonflement des sols argileux de Corme-Royal.

Les mouvements de terrains susceptibles de se produire sur la commune sont des tassements différentiels.
Le retrait-gonflement des sols argileux est susceptible d'engendrer des dommages importants aux bâtiments en cas d’alternance de périodes de sécheresse et de pluie. 86,8 % de la superficie communale est en aléa moyen ou fort (54,2 % au niveau départemental et 48,5 % au niveau national). Sur les 904 bâtiments dénombrés sur la commune en 2019, 898 sont en aléa moyen ou fort, soit 99 %, à comparer aux 57 % au niveau départemental et 54 % au niveau national. Une cartographie de l'exposition du territoire national au retrait gonflement des sols argileux est disponible sur le site du BRGM,.
Par ailleurs, afin de mieux appréhender le risque d’affaissement de terrain, l'inventaire national des cavités souterraines permet de localiser celles situées sur la commune.
Concernant les mouvements de terrains, la commune a été reconnue en état de catastrophe naturelle au titre des dommages causés par la sécheresse en 1989, 1991, 2003 et 2005 et par des mouvements de terrain en 1999 et 2010.

#### Risques technologiques
Le risque de transport de matières dangereuses sur la commune est lié à sa traversée par une ou des infrastructures routières ou ferroviaires importantes ou la présence d'une canalisation de transport d'hydrocarbures. Un accident se produisant sur de telles infrastructures est susceptible d’avoir des effets graves sur les biens, les personnes ou l'environnement, selon la nature du matériau transporté. Des dispositions d’urbanisme peuvent être préconisées en conséquence.

## Toponymie
L'étymologie du nom de Corme-Royal proviendrait de l'ancienne forêt de Vidre s'étendant jusqu'à Pont-l'Abbé d'Arnoult, dans laquelle abondaient les cormiers.[réf. nécessaire]
Une visite supposée de Saint Louis, qui se serait arrêté dans un bois du village (dénommé depuis Bois du Roy) aurait fait rajouter au nom le terme de "Royal". Cependant, il pourrait provenir aussi de la dépendance de Corme à l'Abbaye Royale de Saintes.[réf. nécessaire]
À la Révolution, la commune est dénommée Corme-la-Forest, en référence à l'ancienne forêt.

## Administration

### Liste des maires
| Période                                  | Période  | Identité                   | Étiquette | Qualité                                                                          |
| ---------------------------------------- | -------- | -------------------------- | --------- | -------------------------------------------------------------------------------- |
| ?                                        | 1837     | Ambroise Gabriel Duplais   |           |                                                                                  |
| 1837                                     | 1848     | Jean Manseau               |           |                                                                                  |
| 1848                                     | 1849     | Jean Joseph Penard         |           |                                                                                  |
| 1849                                     | 1861     | André Rambaud              |           |                                                                                  |
| 1861                                     | 1865     | Léopold Potier de Pommeroy |           |                                                                                  |
| 1865                                     | 1870     | Jean Joseph Penard         |           |                                                                                  |
| 1870                                     | 1871     | Maurice-Paul Réjou         |           | Est dit président de la commission municipale, remplissant la fonction de Maire. |
| 1871                                     | 1881     | Pierre-Nicolas Constant    |           |                                                                                  |
| 1881                                     | 1884     | Jules Fonteneau            |           |                                                                                  |
| 1884                                     | 1904     | Jean Bouquet               |           |                                                                                  |
| 1904                                     | 1918     | Marc Anatole Soulard       |           |                                                                                  |
| 1918                                     | ?        | Anatole Roux               |           |                                                                                  |
| 1968                                     | 2008     | René Linais                | PRG       |                                                                                  |
| 2008                                     | 2014     | Jean-Pierre Bouchet        | DVG       |                                                                                  |
| 2014                                     | En cours | Alain Margat               | SE        | Employé                                                                          |
| Les données manquantes sont à compléter. |          |                            |           |                                                                                  |

### Région
À la suite de la réforme administrative de 2014 ramenant le nombre de régions de France métropolitaine de 22 à 13, la commune appartient depuis le 1er janvier 2016 à la région Nouvelle-Aquitaine, dont la capitale est Bordeaux. De 1972 au 31 décembre 2015, elle a appartenu à la région Poitou-Charentes, dont le chef-lieu était Poitiers.

### Intercommunalité
Jusqu'à la fin de l'année 2012, la commune de Corme-Royal adhérait à la Communauté de communes des bassins Seudre-et-Arnoult qui comprenait dix communes et dont le siège administratif était situé à Saint-Romain-de-Benet; cette intercommunalité a été officiellement dissoute le 1er janvier 2013.
Depuis janvier 2013, Corme-Royal fait partie de la nouvelle Communauté d'agglomération de Saintes qui regroupe 35 communes et dont le siège administratif est fixé à Saintes.
La commune fait également partie du pays de la Saintonge romane dont le siège est également fixé à Saintes.

## Population et société

### Démographie

#### Évolution démographique
L'évolution du nombre d'habitants est connue à travers les recensements de la population effectués dans la commune depuis 1793. Pour les communes de moins de 10 000 habitants, une enquête de recensement portant sur toute la population est réalisée tous les cinq ans, les populations de référence des années intermédiaires étant quant à elles estimées par interpolation ou extrapolation. Pour la commune, le premier recensement exhaustif entrant dans le cadre du nouveau dispositif a été réalisé en 2006.

En 2022, la commune comptait 1 969 habitants, en évolution de +9,09 % par rapport à 2016 (Charente-Maritime : +4,04 %, France hors Mayotte : +2,11 %).
| 1793  | 1800  | 1806  | 1821  | 1831  | 1836  | 1841  | 1846  | 1851  |
| ----- | ----- | ----- | ----- | ----- | ----- | ----- | ----- | ----- |
| 1 150 | 1 115 | 1 095 | 1 067 | 1 217 | 1 376 | 1 400 | 1 502 | 1 420 |

| 1856  | 1861  | 1866  | 1872  | 1876  | 1881  | 1886  | 1891  | 1896  |
| ----- | ----- | ----- | ----- | ----- | ----- | ----- | ----- | ----- |
| 1 404 | 1 367 | 1 414 | 1 420 | 1 352 | 1 278 | 1 278 | 1 240 | 1 151 |

| 1901  | 1906  | 1911  | 1921  | 1926  | 1931  | 1936 | 1946 | 1954 |
| ----- | ----- | ----- | ----- | ----- | ----- | ---- | ---- | ---- |
| 1 168 | 1 129 | 1 094 | 1 029 | 1 015 | 1 001 | 995  | 941  | 944  |

| 1962 | 1968 | 1975 | 1982 | 1990  | 1999  | 2006  | 2011  | 2016  |
| ---- | ---- | ---- | ---- | ----- | ----- | ----- | ----- | ----- |
| 878  | 863  | 833  | 965  | 1 204 | 1 344 | 1 507 | 1 655 | 1 805 |

| 2021  | 2022  | - | - | - | - | - | - | - |
| ----- | ----- | - | - | - | - | - | - | - |
| 1 939 | 1 969 | - | - | - | - | - | - | - |

## Culture locale et patrimoine

### Lieux et monuments
- L'église Saint-Nazaire est une église romane du XIIe siècle qui était primitivement l'église du prieuré bénédictin qui dépendait de l'abbaye Notre-Dame de Saintes. Elle a été fortifiée au XVe siècle par construction d'un chemin de ronde crénelé sur tout le mur sud de la nef[22],[23]. Typique du schéma saintongeais, la façade à deux étages présente, au niveau inférieur, un portail à deux arcatures aveugles, surmonté à l'étage supérieur, d'une grande baie centrale encadrée de deux fausses fenêtres. Le répertoire iconographique est aussi caractéristique de la région : Vierges sages et Vierges folles, et Psychomachie (combat des vices et des vertus) ; et il s'étend ici plus largement que dans les autres églises de la région[24].
- La place de l'Église

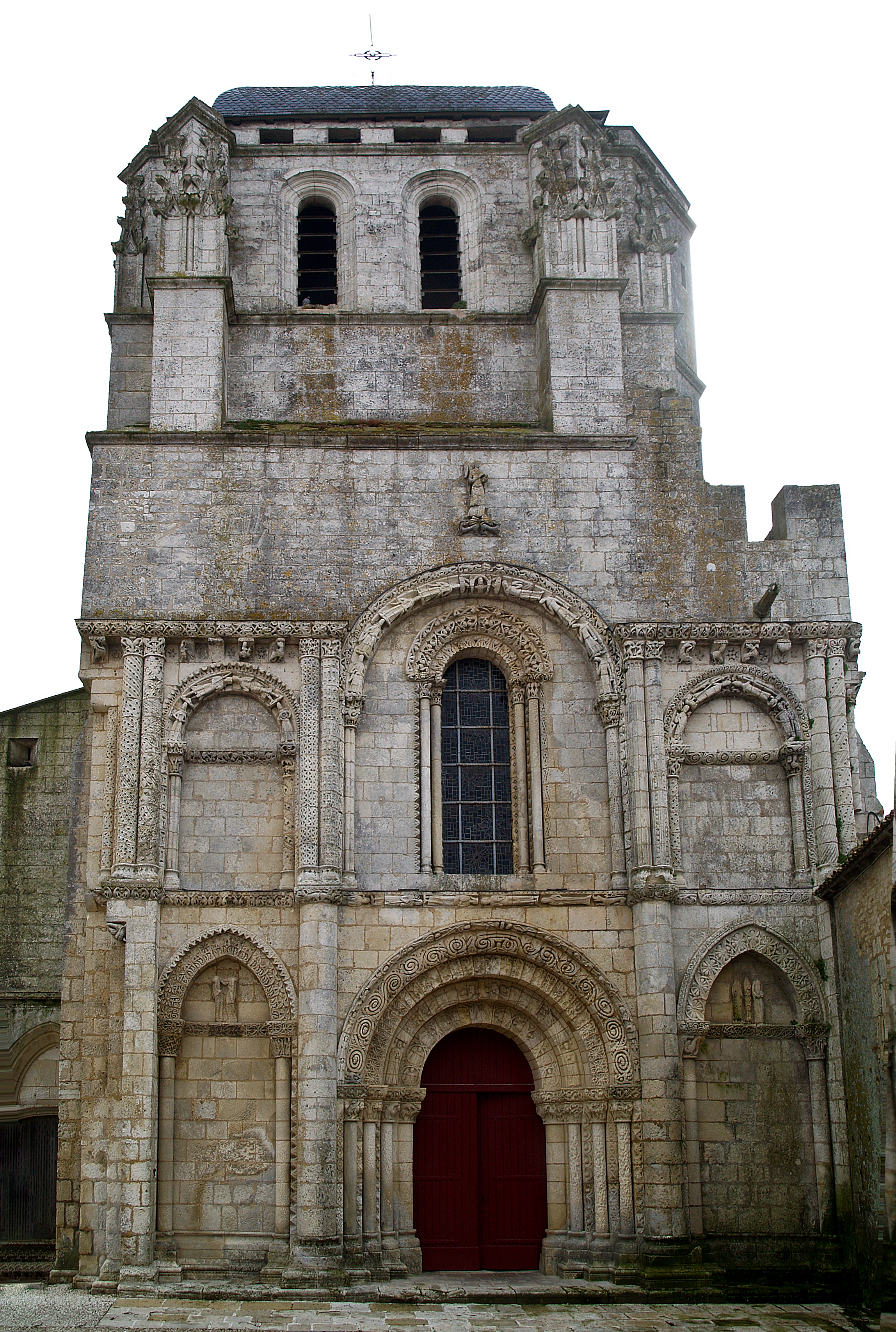
La façade de l'église Saint-Nazaire.
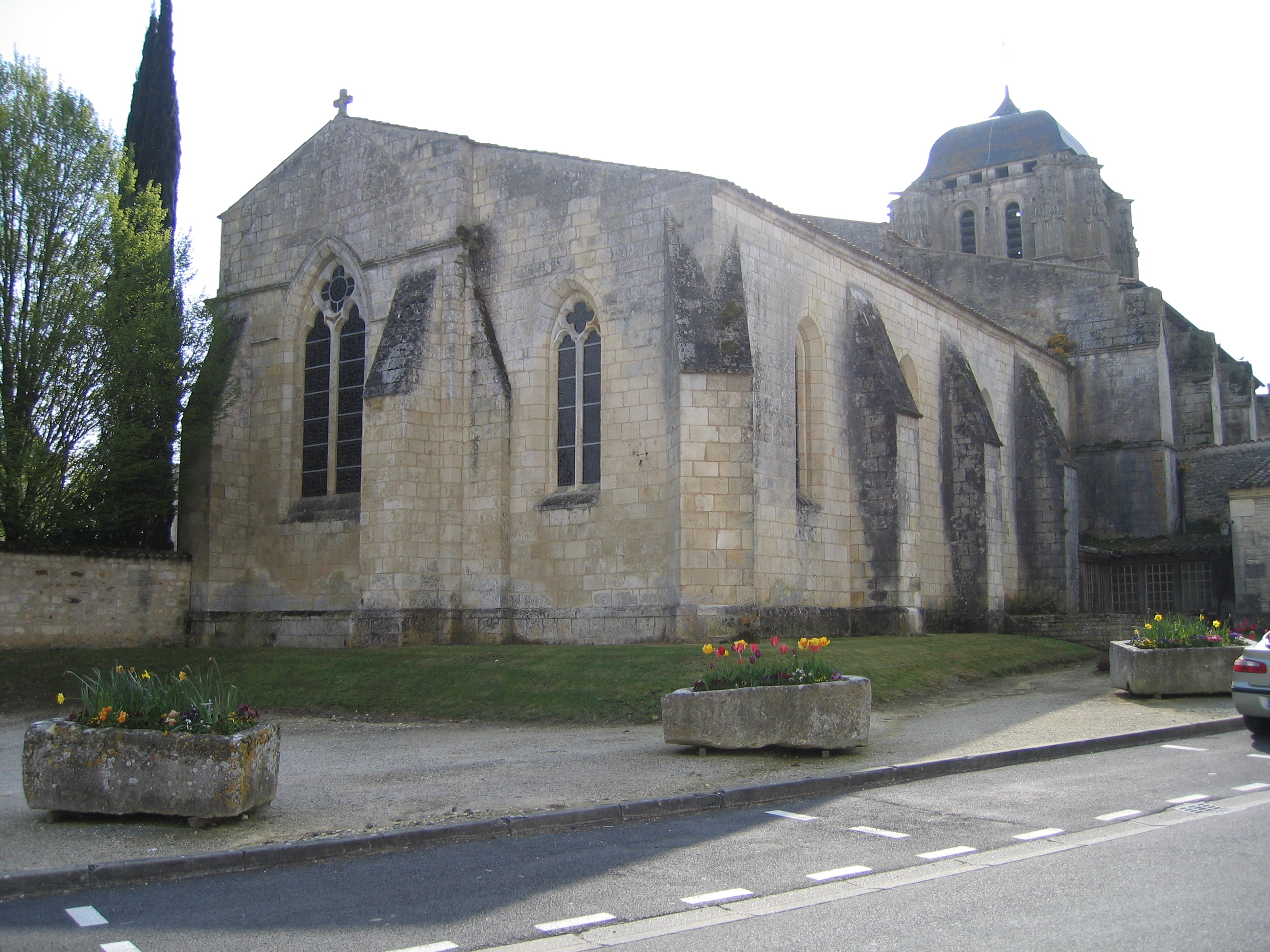
Le chevet de l'église et le clocher du XVe siècle.
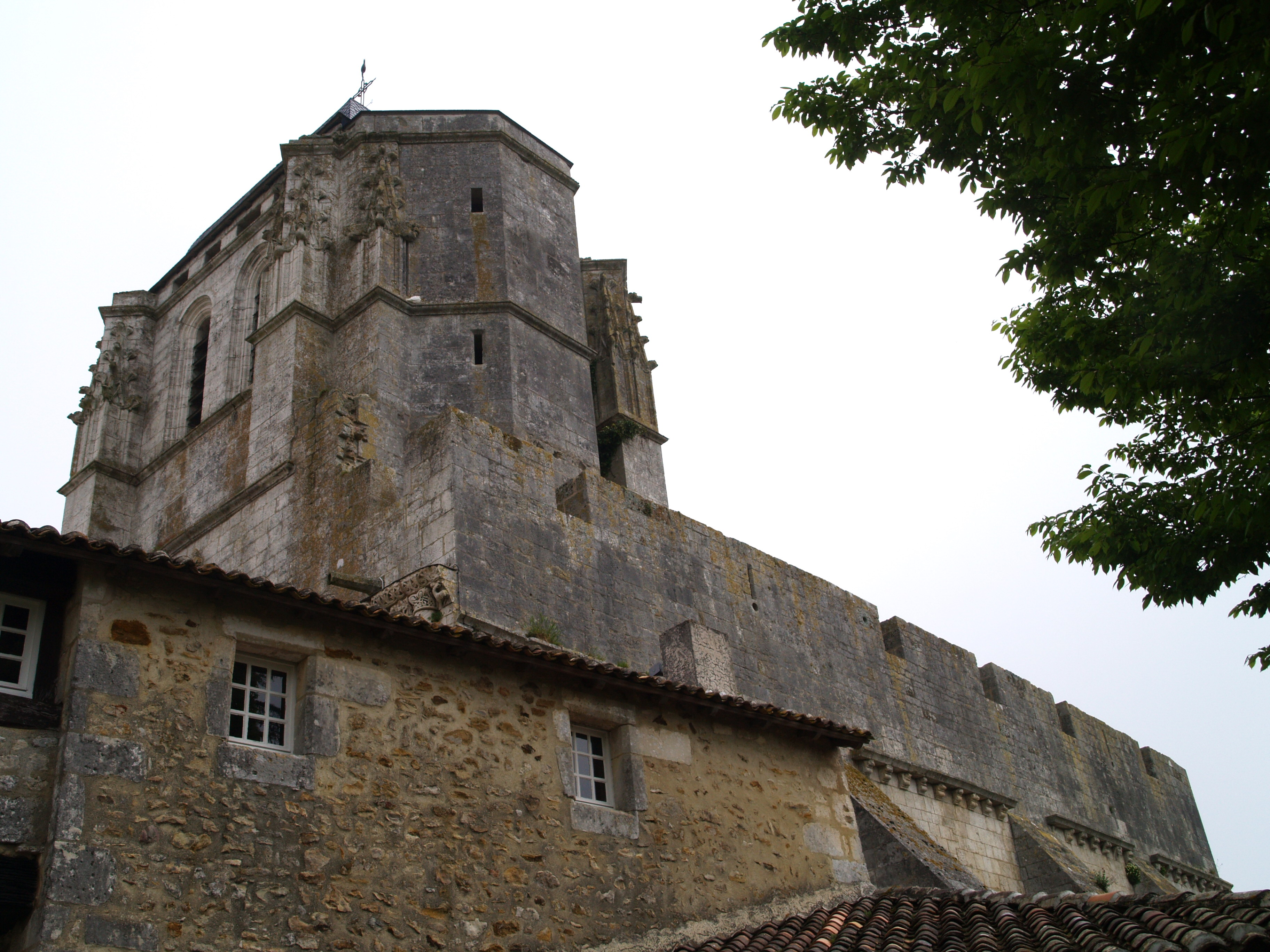
Créneaux du mur sud de l'église.
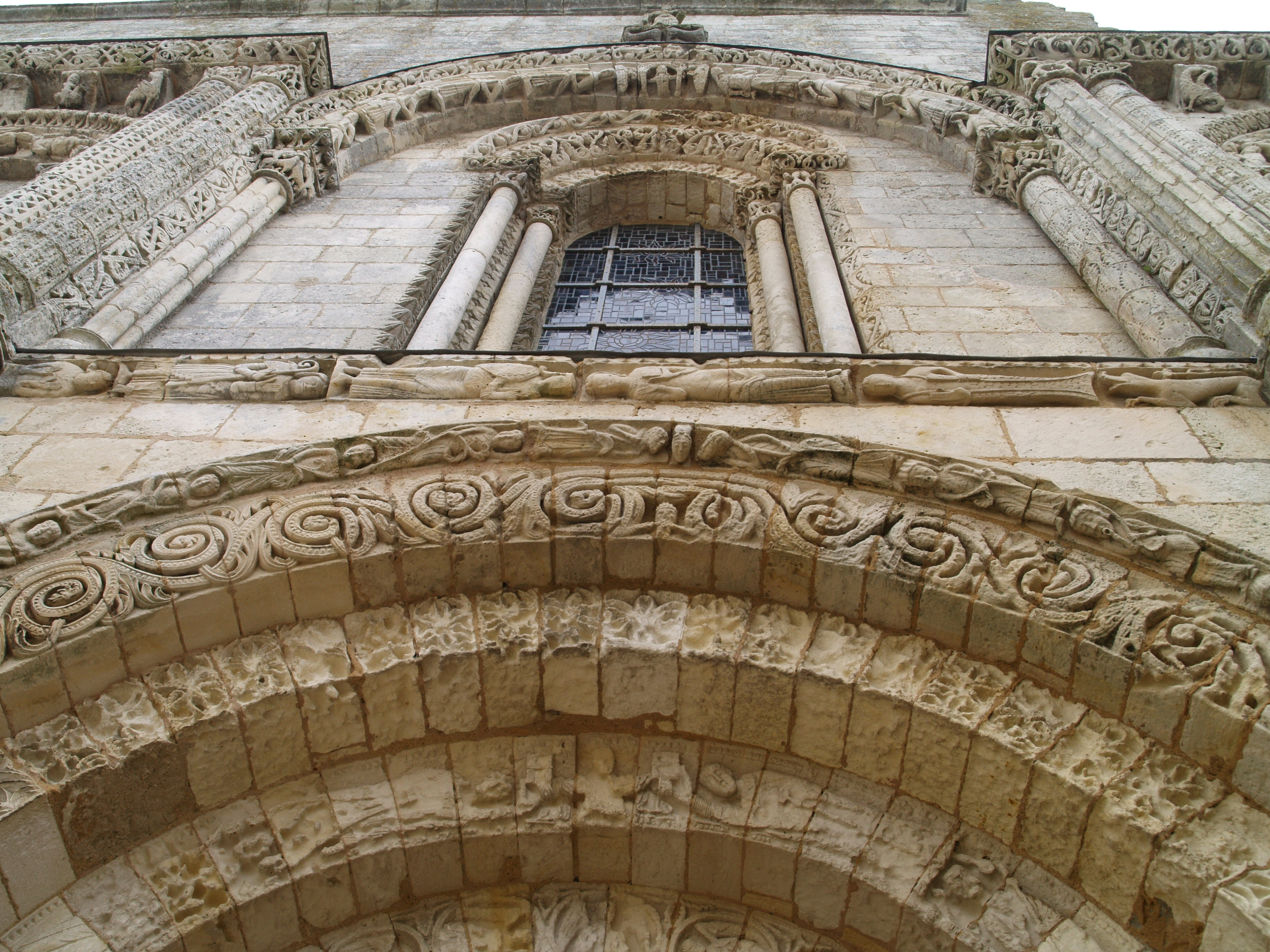
Détails des voussures du portail et fenêtre centrale.

### Personnalités liées à la commune
- René Eschassériaux, homme politique français.
- Joseph Eschassériaux, homme politique français.
- André-Antoine Bernard (1751-1818), magistrat et un député de la Charente-Inférieure à l'Assemblée législative.
- Luc Turlan (1958-), illustrateur pour la jeunesse. Depuis 2011, l'école maternelle de la commune porte son nom.

### Héraldique
| Blason de Corme-Royal | Blason  | D'azur au cormier [sorbier] d'argent, les racines brochant sur une champagne cousue de gueules. |
| Blason de Corme-Royal | Détails | Le statut officiel du blason reste à déterminer.                                                |